# Jocurile Olimpice de iarnă din 1964
A IX-a ediție a Jocurilor Olimpice de iarnă s-a desfășurat la Innsbruck, Austria.

## Organizare
- Orașe candidate: Lahti (Finlanda), Calgary (Canada).

## Evenimente marcante
- Surorile franceze Christine Goitschel și Marielle Goitschel au câștigat primele două poziții în proba de slalom. Două zile mai târziu, Marielle a devansat-o pe sora sa Christine în proba de slalom uriaș, ocupând de asemenea primele două poziții.
- Lidia Skoblikova a câștigat pentru URSS, toate cele patru probe la patinaj viteză.

## Discipline olimpice
| - Biatlon - Bob - Combinata nordică - Hochei pe gheață - Patinaj artistic | - Patinaj viteză - Sanie - Sărituri cu schiurile - Schi - Schi fond |

## Clasamentul pe medalii
Legendă
      Țara gazdă
| Loc   | CON                                | Aur | Argint | Bronz | Total |
| ----- | ---------------------------------- | --- | ------ | ----- | ----- |
| 1     | Uniunea Sovietică (URS)            | 11  | 8      | 6     | 25    |
| 2     | Austria (AUT)                      | 4   | 5      | 3     | 12    |
| 3     | Norvegia (NOR)                     | 3   | 6      | 6     | 15    |
| 4     | Finlanda (FIN)                     | 3   | 4      | 3     | 10    |
| 5     | Franța (FRA)                       | 3   | 4      | 0     | 7     |
| 6     | Echipa Unificată a Germaniei (EUA) | 3   | 3      | 3     | 9     |
| 7     | Suedia (SWE)                       | 3   | 3      | 1     | 7     |
| 8     | Statele Unite ale Americii (USA)   | 1   | 2      | 4     | 7     |
| 9     | Canada (CAN)                       | 1   | 1      | 1     | 3     |
| 10    | Olanda (NED)                       | 1   | 1      | 0     | 2     |
| 11    | Marea Britanie (GBR)               | 1   | 0      | 0     | 1     |
| 12    | Italia (ITA)                       | 0   | 1      | 3     | 4     |
| 13    | Coreea de Nord (PRK)               | 0   | 1      | 0     | 1     |
| 14    | Cehoslovacia (TCH)                 | 0   | 0      | 1     | 1     |
| Total | Total                              | 34  | 39     | 31    | 104   |

## România la JO 1964
România a participat cu o delegație de 28 de sportivi și s-a clasat pe locul 19 în clasamentul pe națiuni, fără să obțină nici o medalie. Pentru prima dată, participă naționala de hochei a României, cu viitorul tenismen Ion Țiriac în echipă.
Cel mai bun rezultat:
- Locul 5 în proba de biatlon 20 km, Gheorghe Vilmoș